# Bergoo (Virginia Occidental)
Bergoo es un lugar designado por el censo ubicado en el condado de Webster en el estado estadounidense de Virginia Occidental. En el Censo de 2010 tenía una población de 94 habitantes y una densidad poblacional de 162,03 personas por km².

## Geografía
Bergoo se encuentra ubicado en las coordenadas 38°28′58″N 80°17′52″O / 38.48278, -80.29778. Según la Oficina del Censo de los Estados Unidos, Bergoo tiene una superficie total de 0.58 km², de la cual 0.55 km² corresponden a tierra firme y (5.36%) 0.03 km² es agua.

## Demografía
Según el censo de 2010, había 94 personas residiendo en Bergoo. La densidad de población era de 162,03 hab./km². De los 94 habitantes, Bergoo estaba compuesto por el 96.81% blancos, el 0% eran afroamericanos, el 0% eran amerindios, el 0% eran asiáticos, el 0% eran isleños del Pacífico, el 0% eran de otras razas y el 3.19% pertenecían a dos o más razas. Del total de la población el 0% eran hispanos o latinos de cualquier raza.